# FS R.301
Die Dampflokomotiven der Gattung FS R.301 der Ferrovie dello Stato Italiane (FS) waren Tenderlokomotiven für das Schmalspurnetz auf Sizilien mit 950 mm Spurweite, wurden aber auch in den Italienischen Kolonien eingesetzt.

## Geschichte
Die Lokomotiven der Gattung 301 wurden speziell für das Schmalspurbahnnetz in Sizilien entwickelt. Sie sollten möglichst leicht sein, damit sie auch auf schlecht ausgebauten Strecken verkehren konnten. Weil in Sizilien keine auf den Unterhalt von Lokomotiven spezialisierte Werkstätte vorhanden waren, wurde eine möglichst einfache, bewährte Konstruktion gewählt. Aus Kosten- und Gewichtsgründen wurde auf einen Überhitzer verzichtet.
Zwischen 1912 und 1914 lieferten die Officine Meccaniche di Saronno 33 Lokomotiven der Baureihe 301, wobei ab 1918 bis zu 13 Lokomotiven in den damaligen Kolonien Italiens eingesetzt wurden. So verkehrten in Eritrea zwei, in Somalia zwei und in den Kolonien Tripolitanien und Kyrenaika zusammen neun Lokomotiven.
1922 begann die Ablieferung der stärkeren Baureihe R.302, die mit einem Überhitzer ausgerüstet war. Der Erfolg dieser Baureihe veranlasste den Umbau der R.301 zu Heißdampflokomotiven, der durch die Officine Meccaniche Navali in Neapel an zwanzig Lokomotiven durchgeführt wurde. Die umgebauten Lokomotiven wurden 1927 an die FS zurückgegeben und erhielten die Nummern R.302.023–042.
Die Lokomotive R.301.02 ist im Museo della Scienza e della Tecnologia in Mailand ausgestellt und gilt als technisches Kulturdenkmal der Lombardei.

## Technik
Das Fahrwerk bestand aus drei Kuppelachsen und einer Vorlaufachse. Diese war zusammen mit der ersten Kuppelachse in einem Carello Italiano zusammengefasst. Das Triebwerk bestand aus einer Zweizylinder-Naßdampfmaschine mit Flachschieber, die von einer Walschaert-Steuerung angetrieben wurden. Die Lokomotive konnte folgende Leistungen erbringen:
| Zugsgewicht | Geschwindigkeit |
| ----------- | --------------- |
| 80 t        | 20 km/h         |
| 65 t        | 25 km/h         |
| 50 t        | 30 km/h         |